# Horné Naštice
Horné Naštice é um município da Eslováquia, situado no distrito de Bánovce nad Bebravou, na região de Trenčín. Tem 8,57 km² de área e sua população em 2018 foi estimada em 477 habitantes. Foi citado pela primeira vez em documento oficial no ano de 1295.

## Demografia
| Ano:        | 1994 | 2004   | 2014   | 2024    |
| ----------- | ---- | ------ | ------ | ------- |
| Broj ljudi: | 458  | 418    | 430    | 529     |
| Razlika:    |      | -8,73% | +2,87% | +23,02% |

| Ano:               | 2023 | 2024   |
| ------------------ | ---- | ------ |
| Número de pessoas: | 521  | 529    |
| Diferença:         |      | +1,53% |